# Baardsaki's
De baardsaki's (Chiropotes) zijn een geslacht van zoogdieren uit de  familie van de sakiachtigen (Pitheciidae). De wetenschappelijke naam van het geslacht werd in 1840 gepubliceerd door Rene Primevere Lesson.

## Taxonomie
Er worden vijf soorten tot dit geslacht gerekend.
- Geslacht: Chiropotes (Baardsaki's)
  - Soort: Chiropotes albinasus (I. Geoffroy & Deville, 1848) – Witneussaki
  - Soort: Chiropotes chiropotes (Humboldt, 1811) – Westelijke roodrugsaki
  - Soort: Chiropotes sagulatus (Traill, 1821) – Oostelijke roodrugsaki
  - Soort: Chiropotes satanas (Hoffmannsegg, 1807) – Baardsaki
  - Soort: Chiropotes utahicki Hershkovitz, 1985